# Performance (album)
PerForMance è il secondo album dal vivo del gruppo musicale italiano Premiata Forneria Marconi, pubblicato nell'aprile 1982 dalla Numero Uno.

## Il disco
Contiene una selezione di brani registrati durante il tour in supporto all'album Come ti va in riva alla città.

## Tracce
Lato A
1. Maestro della voce - 7:20
2. Quartiere Otto (QT8) - 7:01

Lato B
1. Lory - 3:01
2. Suonare Suonare - 4:20
3. Si può fare (Incluso Tema "Impressione Di Settembre") - 8:57

Lato C
1. Chi ha paura della notte? (Incluso - Introduzione Al Buio -) - 6:30
2. Violino performance (Incluso Paganini - Moto Perpetuo - Arrangiamento PFM) - 5:29
3. Come ti va - 7:21

Lato D
1. Il banchetto - 8:36
2. Celebration (Incluso "Se.Le.Brescion") - 8:25[1]

## Formazione
- Franz Di Cioccio – batteria, voce
- Franco Mussida – chitarra, voce
- Patrick Djivas – basso
- Lucio Fabbri – violino, tastiera
- Walter Calloni – batteria